# شهرستان پوتیول
شهرستان پوتیول (به لاتین: Putyvl Raion) یک شهرستان در اوکراین است که در استان سومی واقع شده‌است. شهرستان پوتیول ۱٬۱۰۰ کیلومتر مربع مساحت و ۲۷٬۸۲۷ نفر جمعیت دارد.